# 法務部矯正署臺中監獄

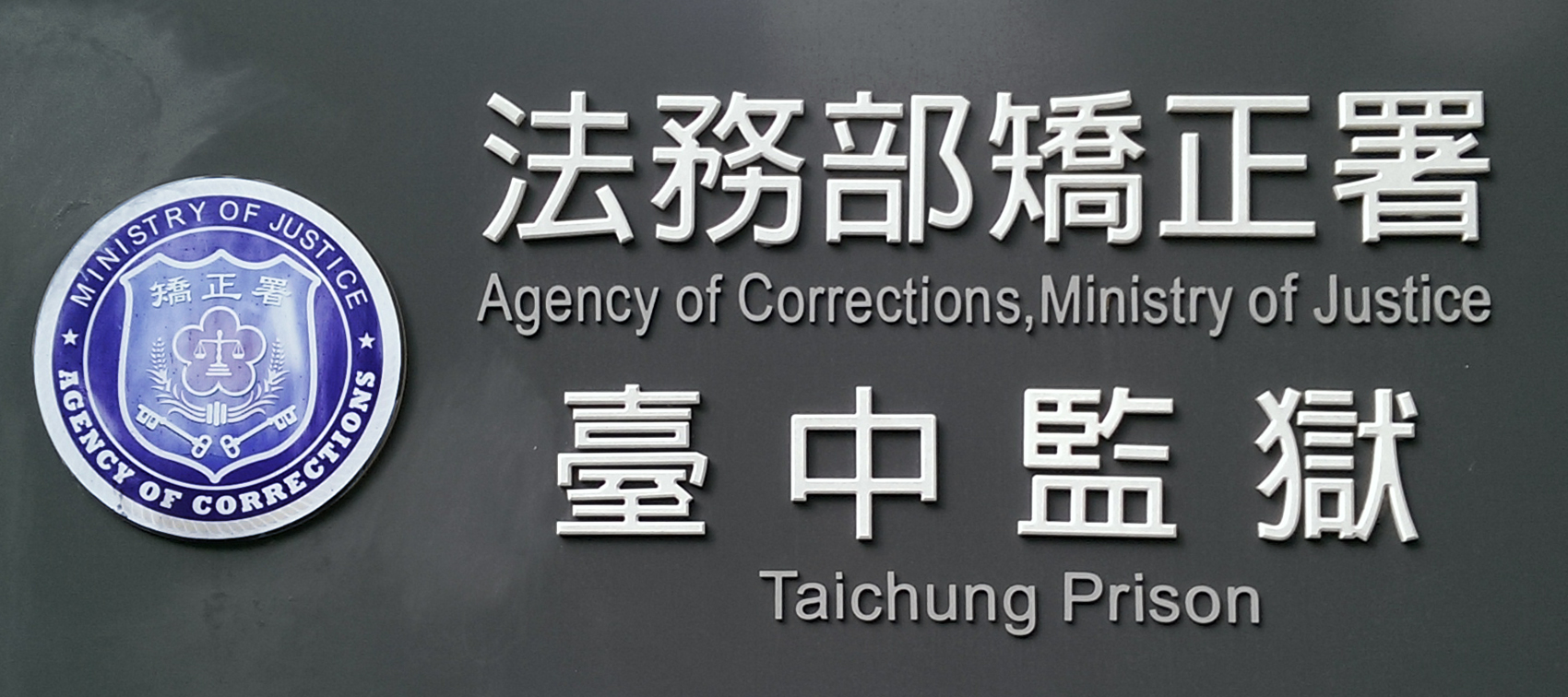
法務部矯正署臺中監獄Logo

法務部矯正署臺中監獄，簡稱臺中監獄或中監，是中華民國法務部矯正署設置在臺中市南屯區的監獄。緊鄰臺中看守所、法務部矯正署臺中女子監獄、臺中戒治所，現佔地約20公頃，建築總樓地板面積21,819坪，戒護區內土地面積9.88公頃，建築前棟為行政大樓，次棟為戒護及醫療中心，其後為中央通道，通道兩側有3個教區，最後側是小單位視同作業教區，合計7個教區，分別是：忠、孝、仁、愛、信、義及和平區，教區皆為獨立空間；內部設有臺灣中部唯一的刑場，負責臺灣高等法院臺中分院所經手之死刑案件，曾槍決過黃鴻寓、林來福、吳應弘、陳金火、陳瑞欽、黃主旺等要犯。

## 歷史
依據日治時期各年度所頒佈的相關法令，台中監獄前身的命名沿革依序為「臺中縣臺中監獄署」（1896年）、「臺中縣監獄署」（1897年）、「臺中監獄」（1900年），最後是「臺中刑務所」（1924年）。1945年中華民國政府接收台灣總督府轄區後，再易名為「臺灣第二監獄」，1947年再更名「臺灣臺中監獄」，2011年配合法務部矯正署成立，全銜改為「法務部矯正署臺中監獄」。
舊址
臺中監獄最初位於臺中廳藍興堡臺中街臺中65番（後臺中市幸町），是利用清朝臺灣府儒考棚一部分搭建（另一部分為日治臺中縣縣址）而成。1899年10月，利用原舊省城西門外砲兵第二中隊舊營舍址興建新監獄（利國町七丁目，今西區三民里光明國中與學校西北側停車場土地）興建新監獄。1903年，新監獄完工並遷入。1922年10月17日，臺中監獄演武場（今臺中刑務所演武場）落成。
中華民國接管臺灣後，持續利用日本臺中刑務所做為監獄。後因舊監房舍老舊、腹地狹窄、地處臺中市中心區，1985年法務部於南屯區大肚台地上購地興建新臺中監獄、女子監獄、戒治所及看守所。1986年上映的《英雄本色》監獄場景即取景自臺中監獄。
今址
1992年1月24日臺中監獄遷至現址，舊監獄拆除、僅留監獄外的附屬建築群。2011年，法務部原計劃在臺中監獄培德醫院外以設立精神科醫院名義興建「性侵害強制治療專區」，以收治全國的性侵害犯，計畫曝光後引發地方反彈而被市府勒令停工，至2012年12月法務部撤銷原計畫，建物改為他用，2018年9月臺中監獄矯正教育館落成啟用。

## 歷任首長
日治時期（1896年看守長→1897年典獄）
| 任次 | 姓名       | 就職時間       | 卸任時間       |
| ---- | ---------- | -------------- | -------------- |
| 1    | 脇田靜吾   | 1896年5月13日  | 1897年1月14日  |
| 2    | 村瀨慎吾   | 1897年1月15日  | 1897年6月14日  |
| 3    | 石川慶吾   | 1897年6月14日  | 1897年6月20日  |
| 4    | 高屋常三郎 | 1898年6月20日  | 1904年5月14日  |
| 5    | 金子源治   | 1904年5月14日  | 1904年11月30日 |
| 6    | 武川銓之助 | 1904年12月14日 | 1915年10月3日  |
| 7    | 片山勘太郎 | 1919年         | 1920年         |
| 8    | 松本助太郎 | 1921年         | 1924年         |
| 9    | 松井晟千代 | 1925年         | 1928年         |
| 10   | 永野直     | 1929年         | 1930年         |
| 11   | 山田榮次郎 | 1931年         | 1935年         |
| 12   | 中山瑞芳   | 1936年         | 1945年         |

民國時期（典獄長）
| 任次 | 姓名     | 就職時間   | 卸任時間   | 備註                                  |
| ---- | -------- | ---------- | ---------- | ------------------------------------- |
| 代理 | 今野四郎 | 1945年     | 1946年2月  | 代理                                  |
| 1    | 賴遠輝   | 1946年2月  | 1947年4月  | 日本中央大學法學部畢，228事件後遭撤換 |
| 2    | 郭明堂   | 1947年4月  | 1948年12月 | 上海大夏大學政治系畢                  |
| 3    | 夏士珍   | 1949年1月  | 1951年9月  | 江西羣治大學法律系畢                  |
| 4    | 徐崇文   | 1951年9月  | 1956年9月  | 湖北法政專校畢                        |
| 5    | 姚治清   | 1956年9月  | 1962年1月  | 中央警官學校畢                        |
| 6    | 王肇泰   | 1962年1月  | 1971年2月  | 北平輔仁大學經濟系畢                  |
| 7    | 趙益藩   | 1971年2月  | 1978年3月  | 中央警官學校畢                        |
| 8    | 胡擊雷   | 1978年3月  | 1986年2月  | 中央警官學校畢                        |
| 9    | 朱光軍   | 1986年2月  | 1991年1月  | 中央警官學校畢                        |
| 10   | 莊正忠   | 1991年1月  | 1995年12月 | 中央警官學校畢                        |
| 11   | 黃永順   | 1995年12月 | 1998年10月 | 中央警官學校畢                        |
| 12   | 鄭安雄   | 1998年10月 | 2002年8月  | 中央警官學校畢                        |
| 13   | 鄭澄清   | 2002年8月  | 2005年8月  | 中央警官學校畢                        |
| 14   | 吳正博   | 2005年8月  | 2010年1月  | 中央警官學校畢                        |
| 15   | 張秉誠   | 2010年1月  | 2014年11月 | 中央警官學校畢                        |
| 16   | 黃維賢   | 2014年11月 | 2018年4月  | 中央警官學校畢                        |
| 17   | 邱鴻基   | 2018年4月  | 2021年1月  | 中央警官學校畢                        |
| 18   | 林錦清   | 2021年1月  | 2023年1月  | 中央警官學校畢                        |
| 19   | 辛孟南   | 2023年1月  | 2024年7月  | 中央警官學校畢                        |
| 20   | 林志雄   | 2024年7月  | 現任       | 中央警官學校畢                        |

## 組織編制
- 典獄長（簡任）
  - 副典獄長（簡任）
    - 秘書

委員會
- 監務委員會
- 假釋審查委員會

行政業務單位
- 調查分類科
- 教化科
- 作業科
- 衛生科
- 戒護科
- 總務科
- 人事室
- 會計室
- 統計室
- 政風室

## 舊址相關文化資產

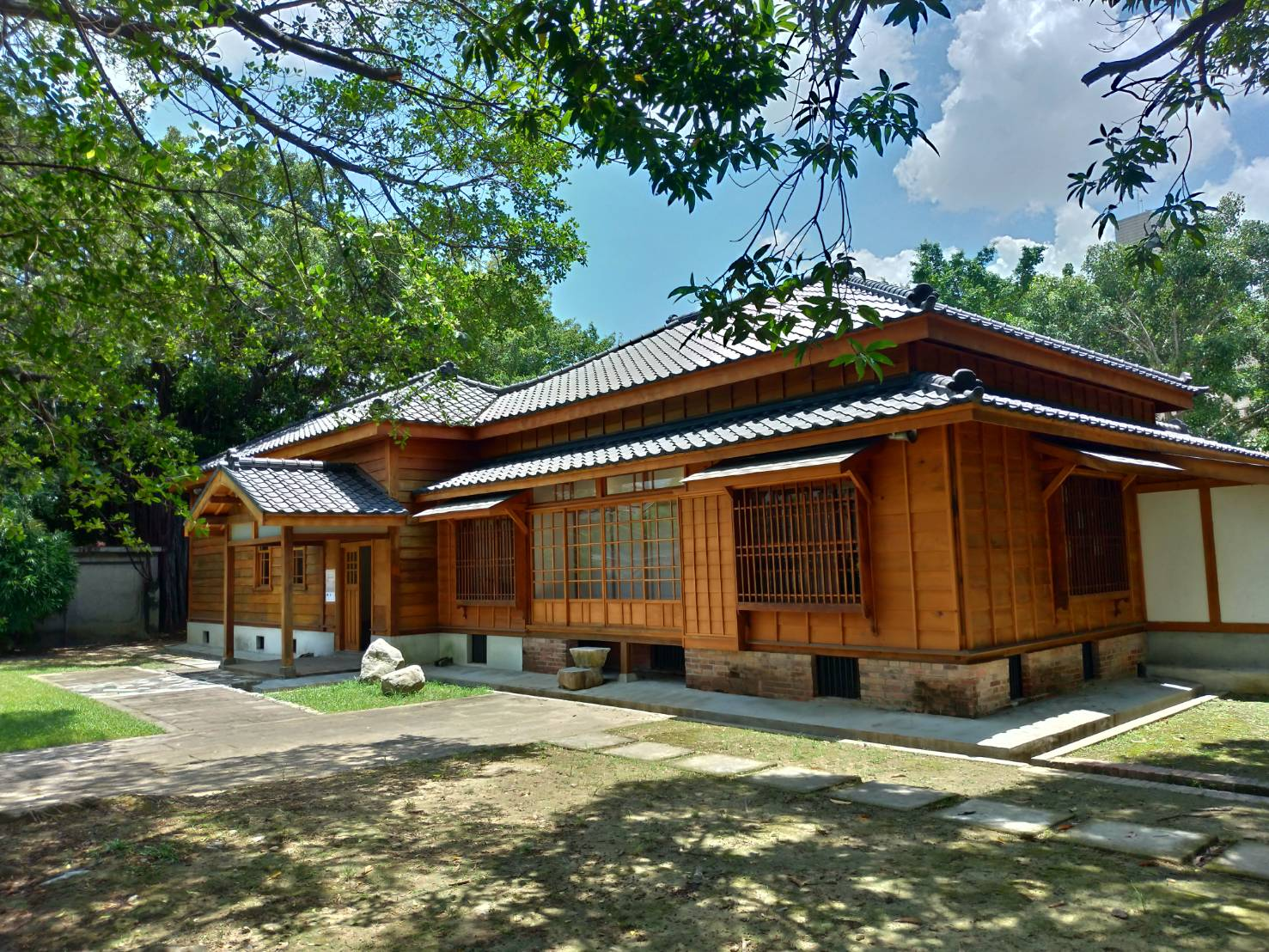
舊監獄時期的典獄長官邸
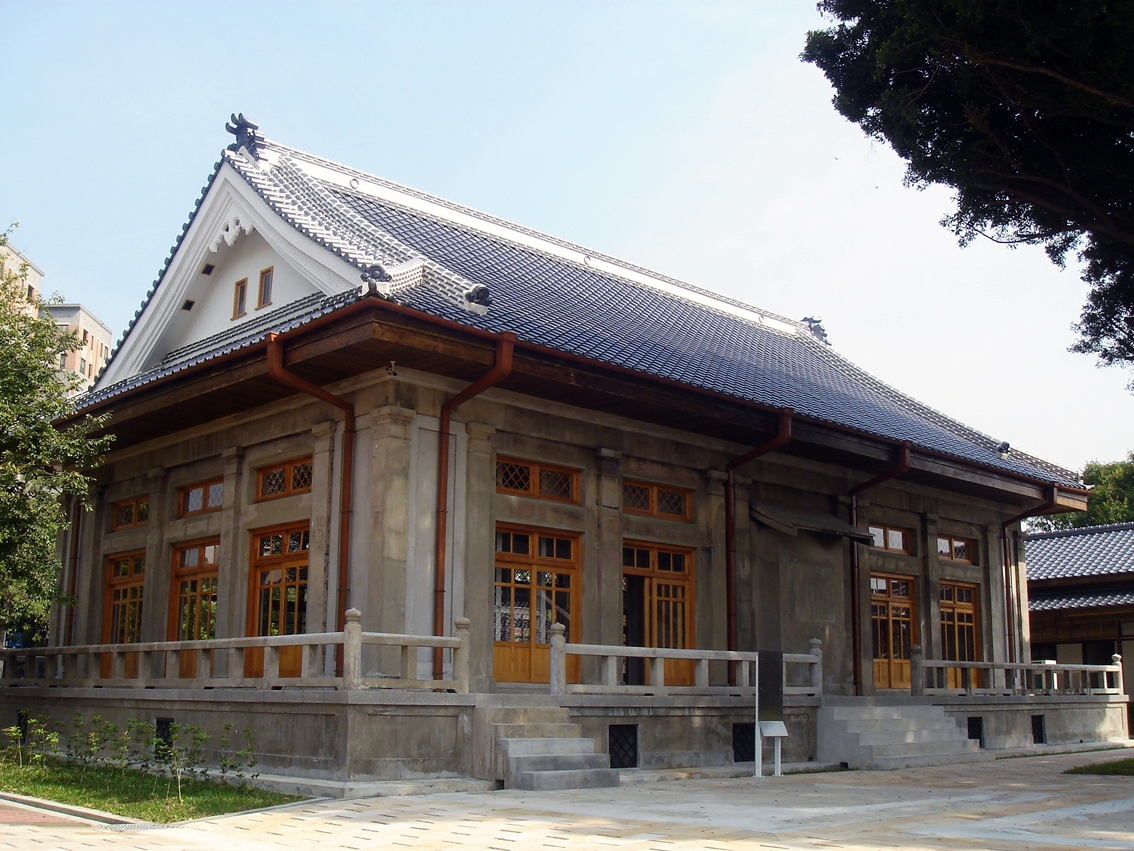
臺中刑務所時期的演武場
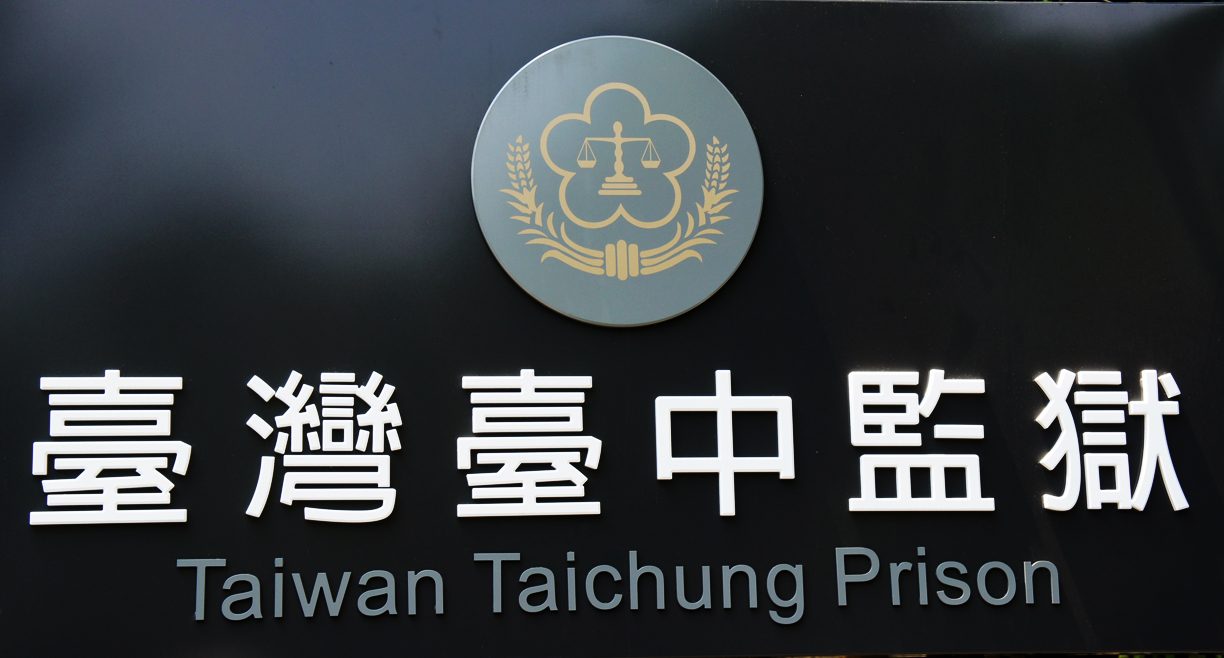
臺灣臺中監獄時期Logo

- 臺中刑務所典獄官舍
- 臺中刑務所演武場
- 臺中刑務所浴場
- 臺中刑務所官舍群

## 外部連結
- 法務部矯正署臺中監獄（繁體中文）